# Bùi Huy Biết
Bùi Huy Biết là một sĩ quan trong Quân đội nhân dân Việt Nam, hàm Trung tướng, hiện là Phó Chính ủy Học viện Quốc phòng. Ông nguyên là Bí thư Đảng ủy, Chính ủy Quân đoàn 3.
Nguyên quán: Bùi Huy Biết thuộc thôn Trinh Tiết Lưu trữ ngày 3 tháng 7 năm 2020 tại Wayback Machine, xã Đại Hưng, huyện Mỹ Đức, Tp Hà Nội.

## Binh nghiệp
Trước năm 2016, ông là Chủ nhiệm Chính trị Quân đoàn 3
Năm 2016, ông giữ chức Phó Chính ủy Quân đoàn 3
Ngày 9 tháng 4 năm 2018, Đại tá Bùi Huy Biết được bổ nhiệm làm Chính ủy Quân đoàn 3.
Tháng 9 năm 2018, ông được thăng quân hàm Thiếu tướng
Ngày 29 tháng 6 năm 2020, ông được bổ nhiệm giữ chức vụ Phó Chính ủy Học viện Quốc phòng thay Trung tướng Nguyễn Ngọc Tương.